# Obrium rubidum
Obrium rubidum är en skalbaggsart som beskrevs av Leconte 1850. Obrium rubidum ingår i släktet Obrium och familjen långhorningar. Inga underarter finns listade i Catalogue of Life.